# Nainokanoka
Nainokanoka ist ein Verwaltungsbezirk (Ward) des Distrikts Ngorongoro in der tansanischen Region Arusha.

## Geografie
Nainokanoka liegt im Norden von Tansania etwa 120 Kilometer Luftlinie westnordwestlich von Arusha in den Crater Highlands. Der Name bedeutet „Ort der dichten Nebel“. Der Bezirk erstreckt sich vom Nordostrand des Ngorongoro-Kraters in einer Höhe von über 2300 Metern im Süden über den Olmoti-Krater bis zum Kraterrand des Empakaai in über 3000 Metern im Norden. Die höchste Erhebung im Bezirk ist der Loolmalasin mit 3648 Meter Höhe.
Der Bezirk grenzt im Norden an Alailelai und Naiyobi, im Nordosten an Engaruka, im Osten an Mbulumbulu, im Süden an Rhotia und Ganako, im Westen an Ngorongoro und Ngoile und im Nordwesten an Olbalbal. Das Gebiet ist 998 Quadratkilometer groß und bei der Volkszählung 2022 lebten hier 15,725 Menschen in 3571 Haushalten.

## Gliederung
Nainokanoka besteht aus drei Gemeinden (Mtaa) mit neun Orten (Kitongoji):
| Olchamiolock - Olchamiolock | Nainokanoka - Nainokanoka - Muunge - Oldonyowas - Embulimbuli | Irkeepus - Irkeepus - Lopoles - Loredhi Juu - Loresho Chini |

## Wirtschaft und Infrastruktur
- Gesundheit: In Nainokanoka befindet sich ein staatliches Gesundheitszentrum, das auch kleine chirurgische Eingriffe vornimmt.[9]
- Bildung: Die staatliche weiterführende Nainokanoka Secondary School bildet Jugendliche bis zur 4. Stufe aus.[10]
- Fremdenverkehr: Das Land ist Teil des Naturschutzgebietes Ngorongoro und bietet Ausflüge zu den Kratern und zu kulturellen Veranstaltungen der Massai.[5]